# مريم الخواجة
مريم عبد الهادي الخواجة (مواليد 26 يونيو 1987) هي ناشطة حقوقية بحرينية. وهي ابنة الناشط الحقوقي البحريني عبد الهادي الخواجة. وتشغل مريم منصب مدير مشارك لمركز الخليج لحقوق الإنسان.

## حياتها
ولدت مريم في سوريا، ووالدتها هي خديجة الموسوي، ووالدها هو عبد الهادي الخواجة؛ الناشط البحريني الدنماركي في حقوق الإنسان. وكان والدها قد مُنع من دخول البحرين منذ منتصف الثمانينيات، حيث كان عمرها آنذاك سنتين. وقد حصلت أسرتها على لجوء سياسي في الدنمارك التي عاشوا فيها حتى عام 2001، عندما سُمح لهم بالعودة إلى البحرين.
بعد تخرجها من جامعة البحرين عام 2009 حصلت على منحة دراسية من فولبرايت لمدة عام في جامعة براون في الولايات المتحدة الأمريكية. وعندما عادت إلى البحرين في منتصف عام 2010 لم تستطيع إيجاد عمل في العلاقات العامة أو التعليم بسبب سمعة والدها كمنتقد للحكومة، عوضًا عن ذلك، التحقت بمركز البحرين لحقوق الإنسان، الذي شارك والدها في تأسيسه، وترأست مكتبه للعلاقات الخارجية، وأصبحت نائبًا لرئيس المركز تقوم بمهام الرئيس أثناء فترة اعتقال رئيس المركز، نبيل رجب.
وفي 22 يونيو 2011، حُكم على والدها بالسجن مدى الحياة بمقتضى حكم محكمة عسكرية بتهمة «تنظيم وإدارة منظمة إرهابية» نتيجة دوره في الانتفاضة البحرينية 2011- 2012 التي طالبت بالديقراطية.

## حياتها المهنية

### أنشطتها في حقوق الإنسان
نشطت مريم في المشاركة في المظاهرات والأعمال التطوعية المناصرة لمنظمات حقوق الإنسان منذ باكورة شبابها. وعملت أيضًا مترجمة للصحفيين الذين جاءوا إلى البحرين لكتابة تقارير عن حالة الوضع فيها. في عام 2006، كانت مريم جزءًا من الوفد الذي ذهب إلى مبنى الأمم المتحدة في مدينة نيويورك لمقابلة مساعد الأمين العام للأمم المتحدة، وتسليمه عريضة جماعية تُطالب باستقالة رئيس الوزراء بسبب انتهاكاته لحقوق الإنسان. وفي عام 2008، دعت لجنة توم لانتوس لحقوق الإنسان، مريم، للشهادة في الكونجرس الأمريكي بشأن الحرية الدينية في البحرين. وشنت الحكومة حملة تشويه في وسائل الإعلام ضد النشطاء الذين تحدثوا في هذه الجلسة بما فيهم مريم. وتبنت قضيتهم عدد من المنظمات مثل المؤسسة الدولية لحماية المدافعين عن حقوق الإنسان (فرنت لاين ديفندرز)، والمنظمة الدولية ضد التعذيب، والحركة العالمية لحقوق الإنسان.

### المشاركة في الانتفاضة البحرينية
سافرت مريم بعد مشاركتها في المسيرات البحرينية الداعمة للديمقراطية عام 2011 إلى الخارج في جولة للحديث في الكليات والمؤتمرات. واجتمعت خلال هذه الجولة مع سياسيين بريطانيين، كما تحدثت في مجلس حقوق الإنسان التابع للأمم المتحدة في جنيف. ولعبت مريم دورًا بارزًا في المجال العام خارج البحرين عندما مُنع نبيل رجب من مغادرة البحرين، وظهرت مشكلات التواصل مع الإعلام الخارجي، واُعتقل 500 عضو على الأقل من قيادي المعارضة. ووفقًا لجو ستورك من هيومن رايتس واتش، فإن مركز البحرين لحقوق الإنسان أوصى بأن تظل مريم خارج البحرين لاحتمالات قوية ترجح القبض عليها في حال عودتها.
وفي أبريل، شاركت مريم في منتدى أمريكا والعالم الإسلامي نسخة محفوظة 10 مارس 2022 على موقع واي باك مشين.، مما مكنها من الحديث إلى وزيرة الخارجية هيلاري كلينتون، واخبارها بقصة القبض على والدها واثنين من أقاربها، ومناشدتها بأن تتخذ الولايات المتحدة موقف أقوى ضد القمع في البحرين؛ مُعللة ذلك بأن الحكومة البحرينية تستخدم الأسلحة الأمريكية في قمع المتظاهرين.
وفي مايو، تحدثت مريم في منتدى أوسلو للحريات عن تجربتها مع عنف الحكومة في البحرين. وفي 13 مايو، قدمت أدلة في جلسة استماع الكونجرس الأمريكي بشأن حقوق الإنسان في البحرين.

### نشاطها المتصل بشبكة الإنترنت
لم تكن مريم نشطة على موقع تويتر قبل الانتفاضة البحرينية؛ ولم يكن لديها أكثر من 30 متابع. لكنها في 15 يونيو، أصبح لديها أكثر من 65,000 مُتابع، وأكثر من 18,000 تغريدة، تُقدم تغطية لحظة بلحظة للمظاهرات التي تجاهلتها العديد من وكالات الأخبار الرسمية. ففي الوقت الذي احتشدت المظاهرات في الشوارع، أقامت مريم في دوار اللؤلؤة بالمنامة تكتب تغريداتها على تويتر بصورة نشطة.

## التهديدت والمضايقات
واجهت مريم مضايقات عبر الإنترنت من قبل مُدعمي الحكومة. ولم تحضر فاعلية آيفكس (الشبكة العالمية للدفاع عن حرية التعبير والترويج لها) في لبنان في أوائل شهر يونيو بعد تلقيها تهديدت بالقتل. وعقب إلقائها لخطابها في منتدى أوسلو للحريات (الذي أذاع عبر الإنترت مباشرة)، بدأت حملة ضدها عبر موقع تويتر تتهمها بنشر الأخبار الخاطئة، والراديكالية، والعمل لصالح الحكومة الإيرانية. وأُرسلت العديد من الرسائل عبر البريد الإلكتروني لمنتدى أوسلو للحريات التي تتهمها «بخيانة» البحرين. وأُلفت معظم التغريدات، والمدونات، والمضايقات عبر شبكة الإنترنت في الولايات المتحدة الأمريكية، من داخل قسم الحلول الجيوسياسية من كورفيس للإتصالات. كما تضمنت الحملة أيضًا مقاطعة كانت منظمة بوضوح.
ووفقًا للفيدرالية الدولية لحقوق الإنسان، فقد شُنت حملة تشويه مجهولة في أوائل مايو 2011 ضد نبيل رجب ومريم «بدعم نشط من جانب السُلطات البحرينية».
وفي 30 أغسطس 2014، أثناء سفرها لزيارة والدها في المنامة، قُبض عليها واُتهمت بالاعتداء على ضابط شرطة. وأُطلق سراحها بكفالة وغادرت البحرين في 2 أكتوبر 2014، مقاطعةً محكامتها. وفي ديسمبر حُكم عليها بالسجن غيابيًا سنة واحدة. ولا تزال البحرين تُؤكد على أن القبض على مريم قانوني.

## الجوائز والتكريم
- ضمن قائمة "100 امرأة في 2023 على بي بي سي"[23]